# Gościeszowice
Gościeszowice (von 1946 bis 2002 Gościszowice, deutsch: Giessmannsdorf) ist ein Dorf in der Landgemeinde Niegosławice im Powiat Żagański der Woiwodschaft Lebus in Polen. Zu Gościeszowice gehört der Weiler Międzylesie (Walddorf).

## Geografie
In der Nähe des Dorfes befindet sich ein Stausee, der entlang des Baches Sucha angelegt wurde, der das Dorf von Südwesten umfließt.

## Sehenswürdigkeiten
- Die Filialkirche St. Katharina (Kościół pw. św. Katarzyny) ist eine gotische Saalkirche von Ende des 13. Jahrhunderts aus Stein mit Raseneisenstein. Nördlich an der Kirche liegt das Mausoleum der Herren von Kittlitz. Im Inneren befindet sich eine flache bemalte Holzdecke von Anfang des 17. Jahrhunderts. Der spätgotische fünfflügelige Altar von 1505 wurde vom Meister des Gießmannsdorfer Altars gefertigt.[1]
- Torgebäude aus dem 15.–17. Jahrhundert

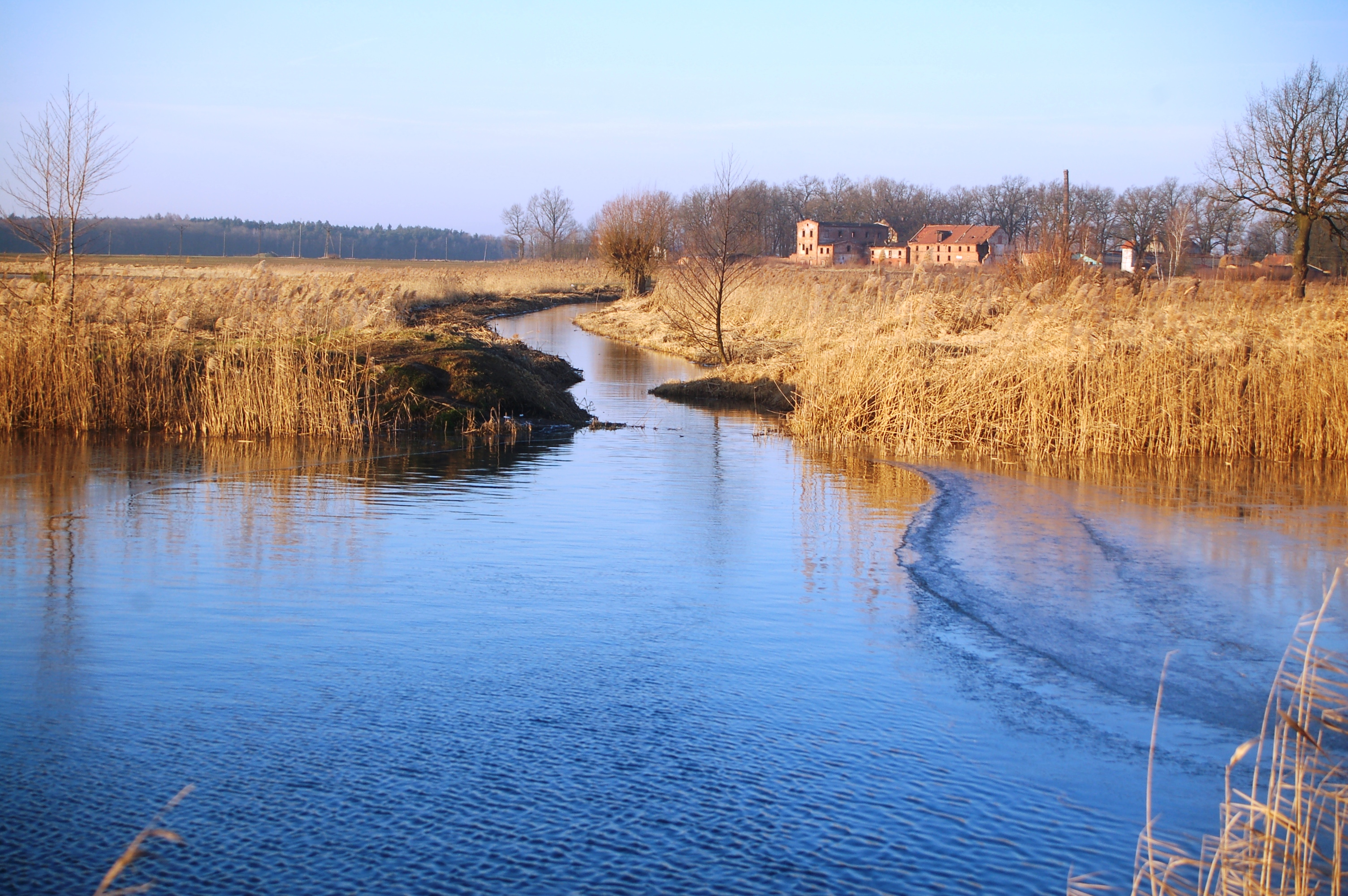
Der Stausee
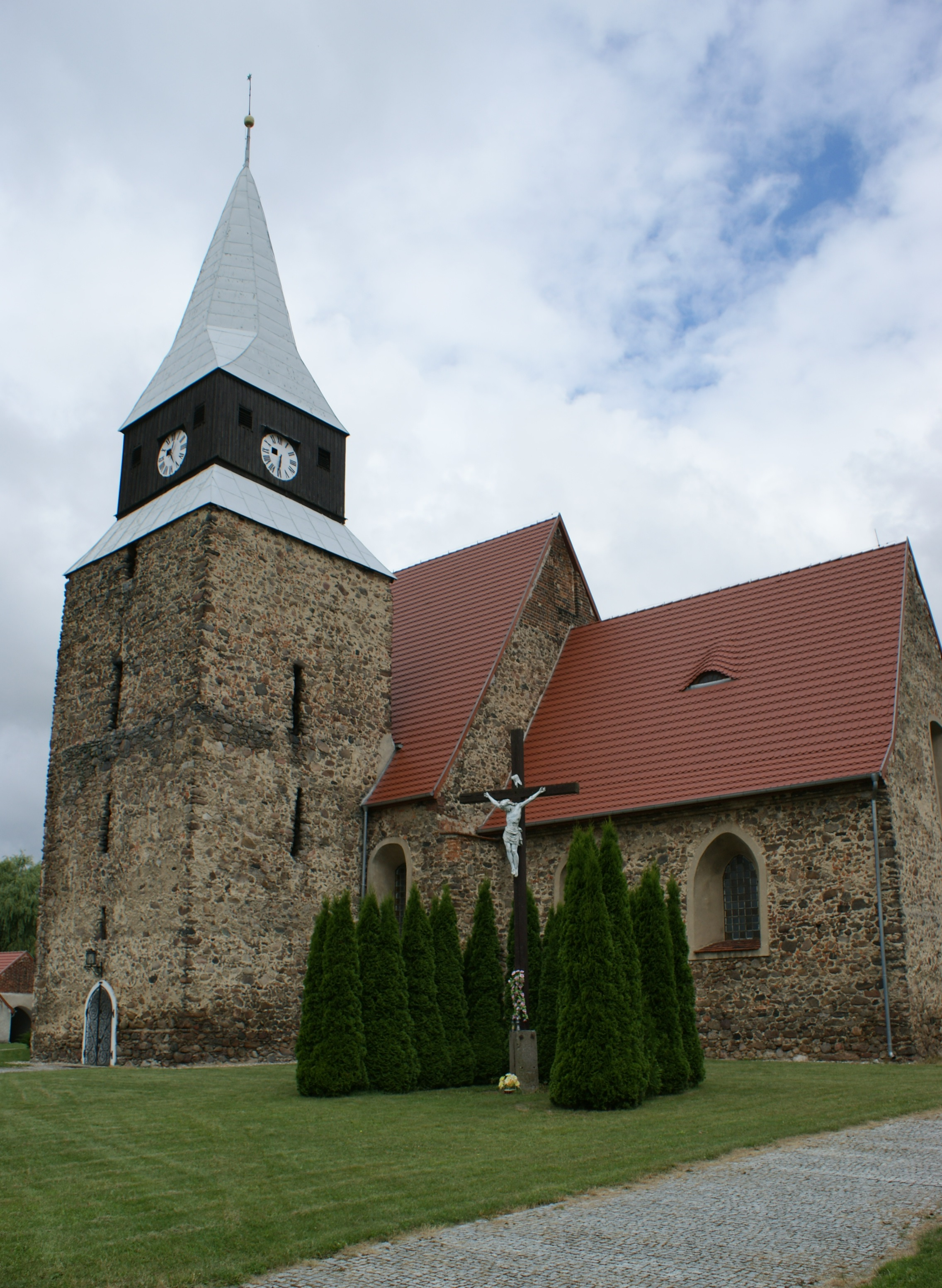
St. Katharina
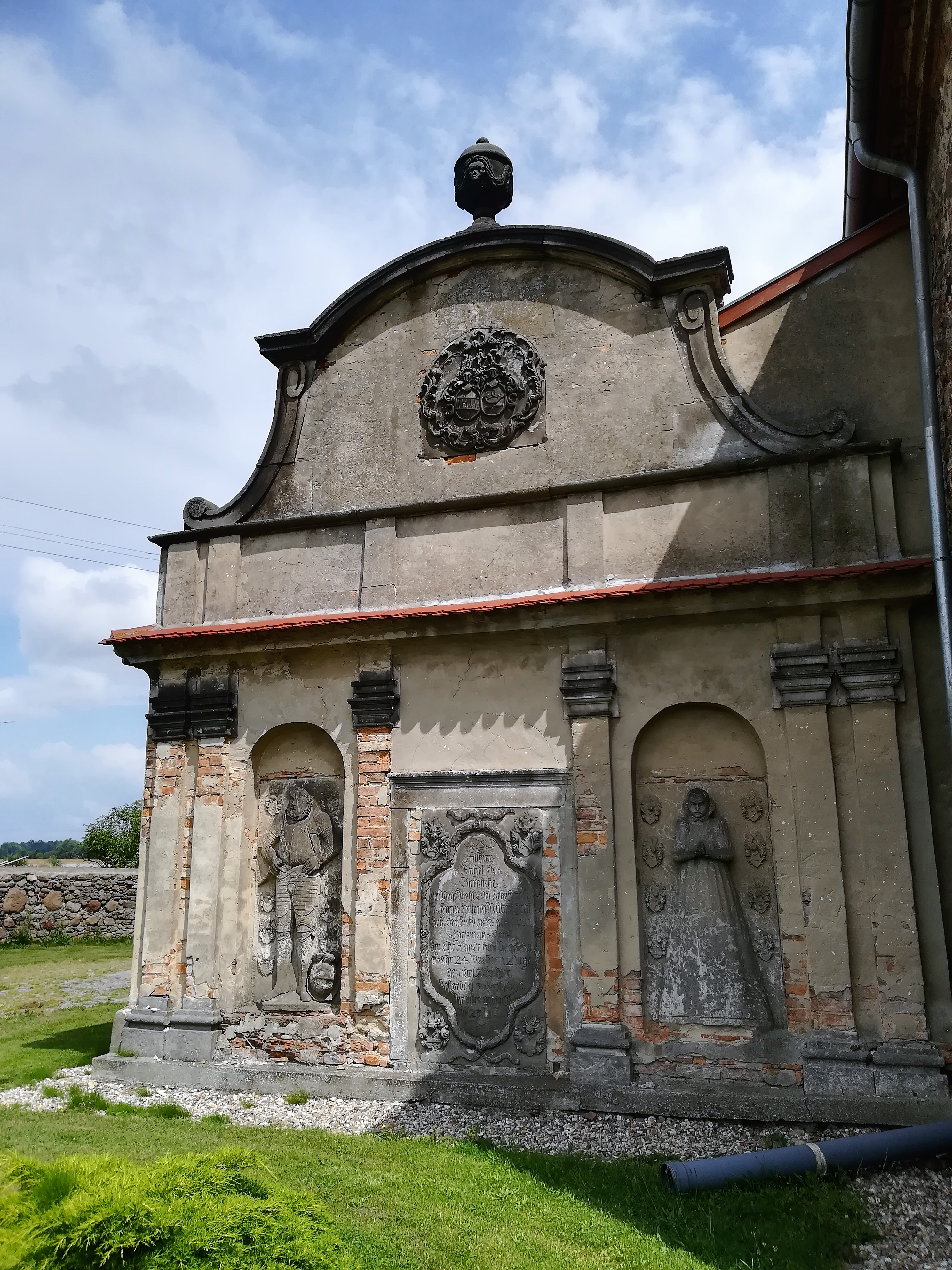
Mausoleum